# SEED üzleti iskola

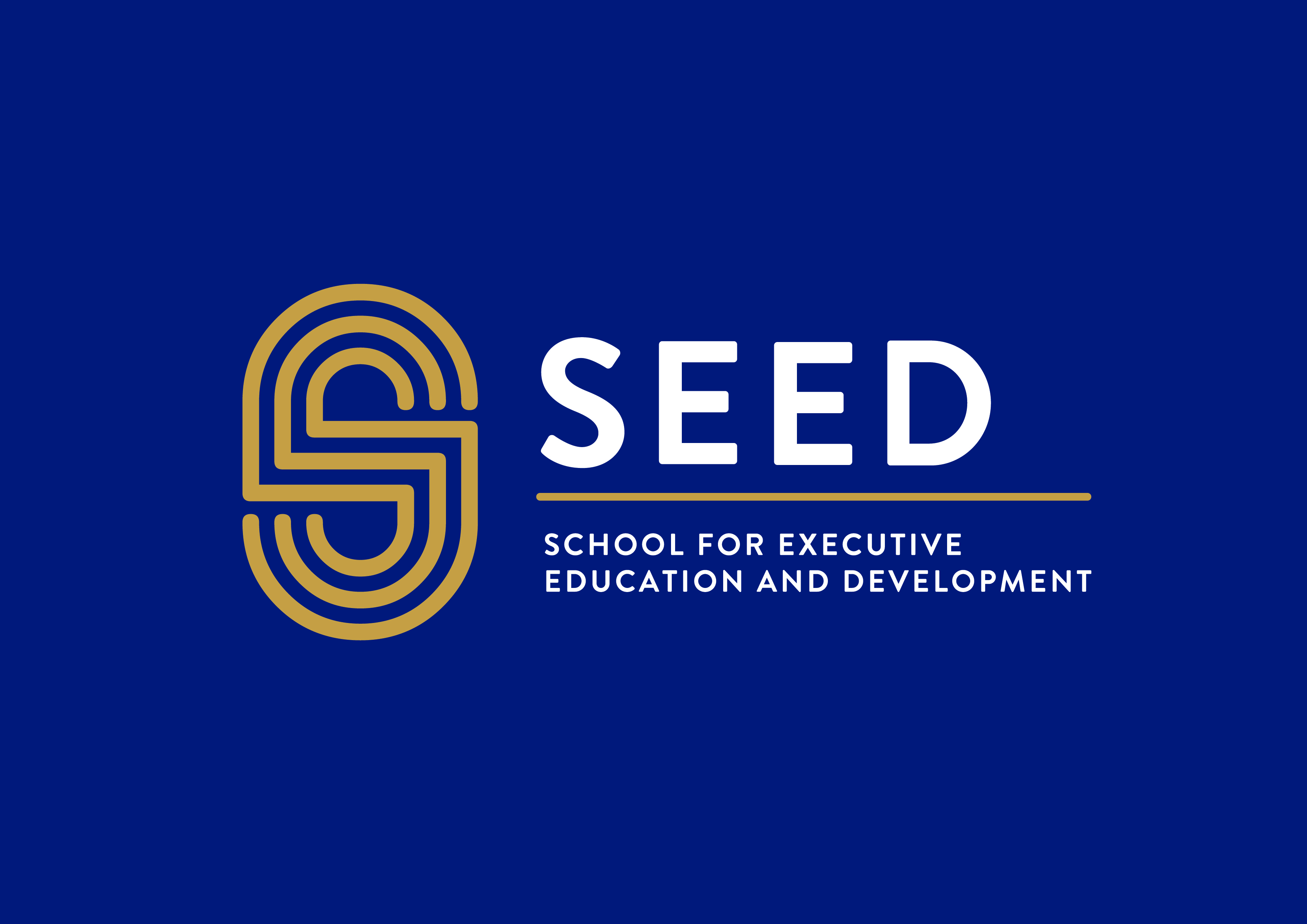

A SEED üzleti iskola (SEED School for Executive Education and Development) 2014-ben alakult Budapesten. Az iskola elsősorban a közép- és kelet-európai vállalatok igényeire összpontosít és vezetőképző programokat, valamint részidős MBA képzést kínál. Az iskola 2018 májusától a hollandiai Maastricht Menedzsment Iskolával (Maastricht School of Management) működik együtt, az MBA kurzus tananyagait közösen fejlesztik, a résztvevők a program sikeres elvégzését követően a Maastricht School of Management diplomáját kapják.
A SEED képzéseinek legfontosabb elemei:
- résztvevők egyéni felmérése és a képzés testreszabása,
- személyes coaching és mentorálás,
- résztvevők támogatása a teljes képzési folyamat során,
- olyan oktatók és mentorok, akik mind az üzleti életben, mind az egyetemeken jelentős regionális és nemzetközi tapasztalattal rendelkeznek.

A SEED fő feladata, hogy világszínvonalú oktatást biztosítson a közép-kelet-európai régió üzleti vezetői, menedzserei és tehetségei számára, lehetővé tegye számukra karrierjük és szakmai hálózatuk helyi építését, ezáltal hozzájárulva a regionális versenyképesség kialakulásához. 
A SEED üzleti iskola képzéseire az alapító vállalatok, a MOL és az OTP Bank mellett olyan hazai és nemzetközi cégektől is érkeznek résztvevők, mint az Aegean Airlines, a Magyar Telekom, az MVM, a Raiffeisen, az UniCredit, az MKB, a Budapest Bank, a Wizz Air, a CISCO, a Siemens, a HPE, a KPMG, a PwC, az ERSTE és az EY.
A vezetés és a menedzsment programok évente négy-öt alkalommal indulnak, a részidős MBA képzés minden évben szeptemberben kezdődik. 